# FM Records
FM is een platenlabel, in 1969 opgericht door blues- en jazzpianist en -zanger Little Brother Montgomery en diens tweede vrouw Janet Floberg. De naam is ontleend aan de eerste letter van Flobergs geboortenaam en de naam van Montgomery. De eerste single was een remake van Montgomery's compositie 'Vicksburg Blues'.